# Crassat
Pour l’article ayant un titre homophone, voir Crassa.
Le Crassat, ou ruisseau de Larticie dans sa partie amont, est un ruisseau français du département de la Haute-Vienne, affluent de l’Isle.

## Géographie
Selon le Sandre, le Crassat est un cours d'eau dont la partie amont porte le nom de ruisseau de Larticie. Il s'écoule globalement du nord vers le sud.
Le ruisseau de Larticie prend sa source vers 415 mètres d'altitude sur la commune de Nexon, à l'ouest du lieu-dit la Croix de Valette.
Trois kilomètres en aval, il sert de limite entre Nexon et Saint-Hilaire-les-Places sur environ un kilomètre, recevant sur sa droite un affluent sans nom, émissaire de l'étang Vallade, du lac Plaisance et de l'étang du Coucou. Il prend ensuite le nom de Crassat.
Entre Saint-Hilaire-les-Places et La Meyze, il sert de nouveau de limite naturelle sur environ deux kilomètres et passe ensuite sous les routes départementales 11a2 et 59a1.
Sur les trois cents derniers mètres de son cours, il sert de limite entre La Meyze et Saint-Yrieix-la-Perche, rejoignant l’Isle en rive droite à 310 ou 315 mètres d'altitude, cinq kilomètres à l'est-sud-est du bourg de Ladignac-le-Long, au sud-ouest du lieu-dit Leyssart.
L'ensemble ruisseau de Larticie-Crassat est long de 11,4 km.

### Communes traversées
Dans le seul département de la Haute-Vienne, le ruisseau de Larticie et le Crassat arrosent quatre communes, soit de l'amont vers l'aval : Nexon (source), Saint-Hilaire-les-Places, La Meyze (confluence), Saint-Yrieix-la-Perche (confluence).

### Affluents
Le Crassat a neuf affluents référencés par le Sandre.
Le plus long est un ruisseau sans nom, long de 4,7 km, en rive droite, qui alimente l'étang de Puycheny. Cet affluent ayant lui-même un sous-affluent, le rang de Strahler du Crassat est égal à quatre.
Les autres affluents ont tous une longueur inférieure à deux kilomètres.

## Galerie

Le Crassat au pont de la route départementale D 59a1 à La Meyze
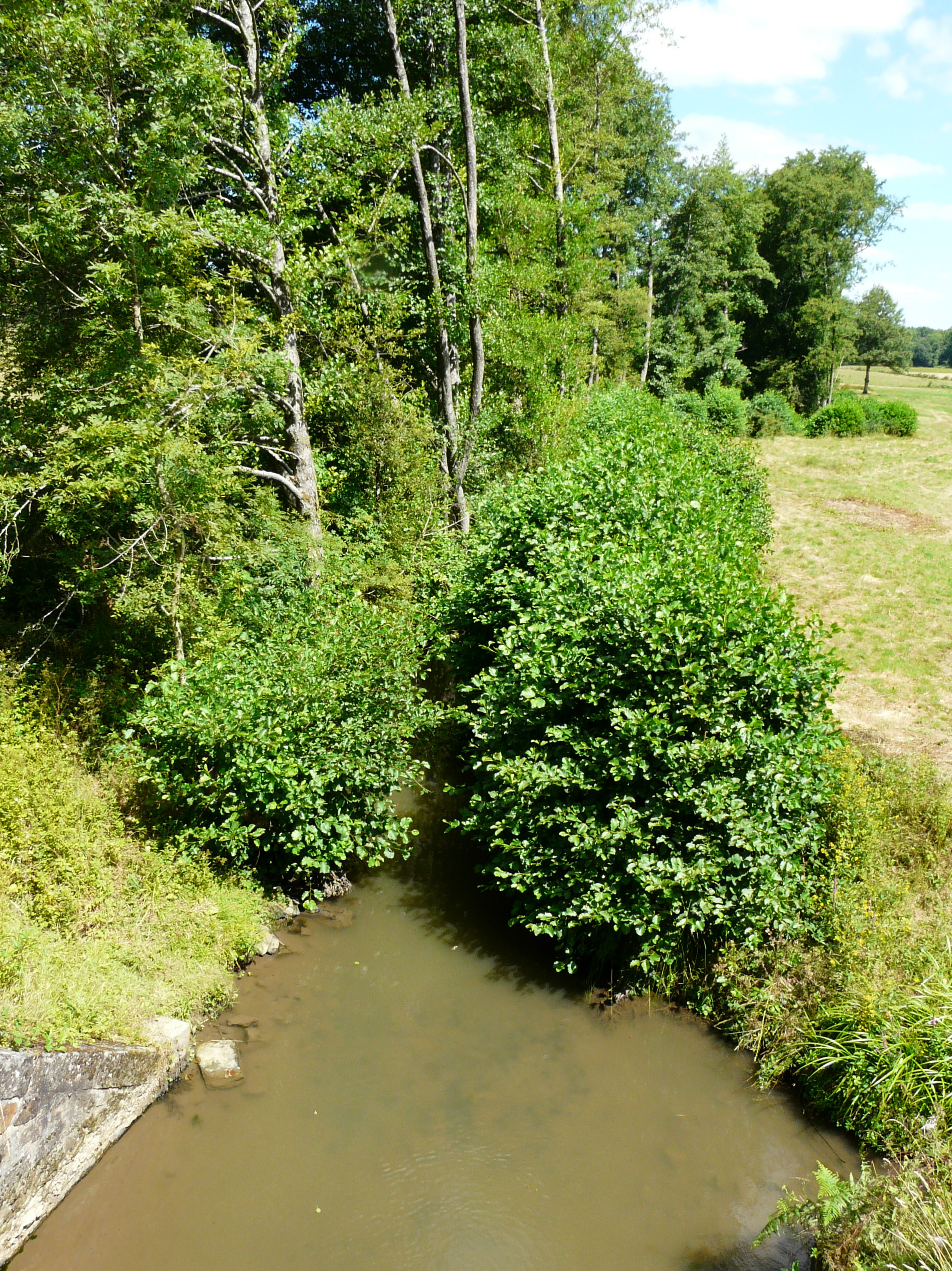
En amont.
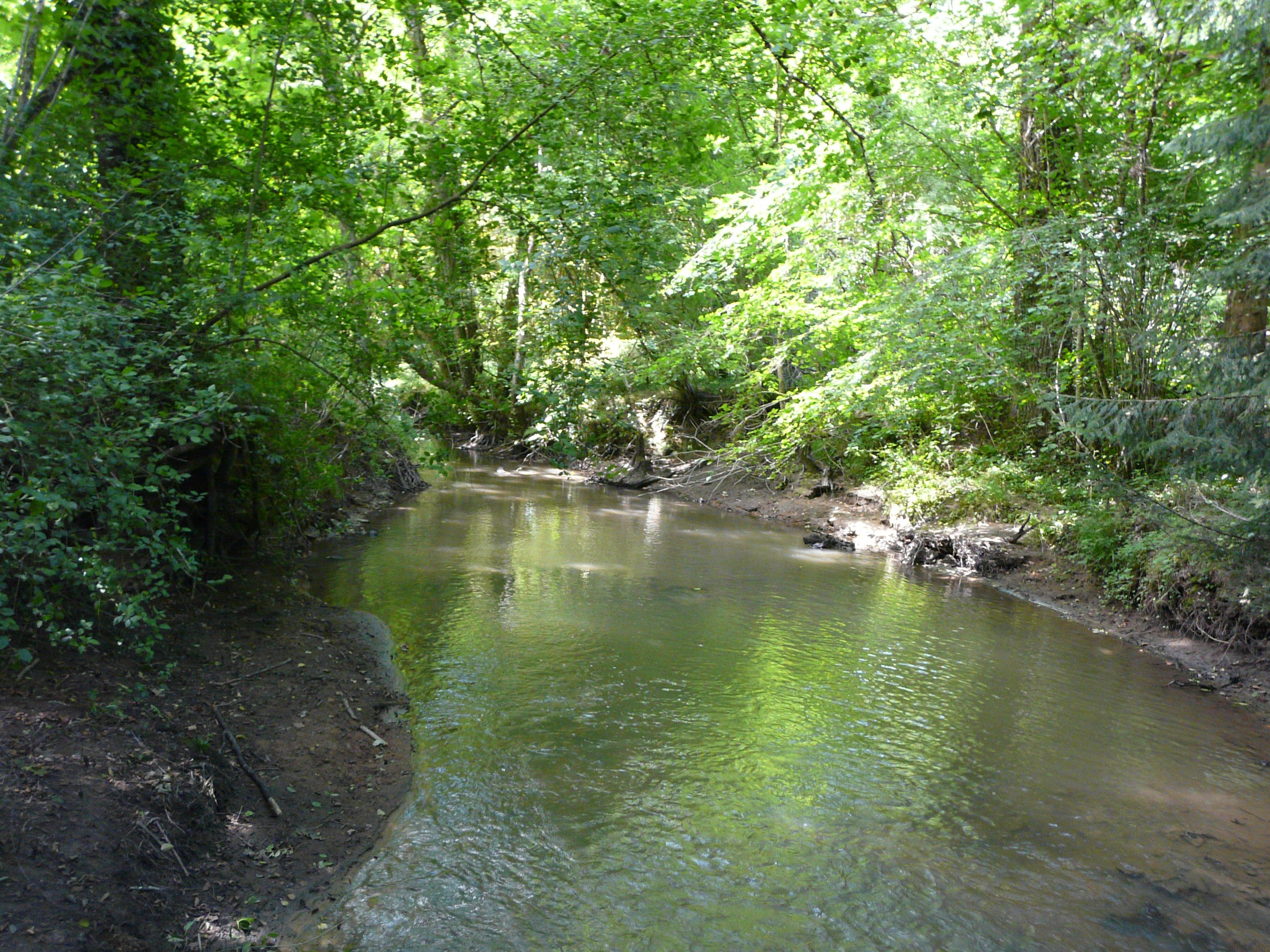
En aval.